# 梅氏烏魴
梅氏烏魴（学名：Brama myersi），又名深海三角仔、黑飛刀、黑皮刀，为烏魴科烏魴屬下的一个种。